# فأر متغاير جبلي
فأر متغاير جبلي (الاسم العلمي: Heteromys oresterus) (بالإنجليزية: Mountain spiny pocket mouse)‏ هو نوع من الحيوانات يتبع جنس الفأر المتغاير من فصيلة الفئران المتغايرة.